# Мартін Брагський
Мартін з Браги (лат. Martinus Bracarensis, португальською, відомий як Martinho de Dume прибл. 520—580 роках) архієпископ Бракара Августа в Галлеції (нині Брага в Португалії), місіонер, засновник чернецтва та церковний автор. За словами його сучасника, історика Григорія Турського, Мартін був plenus virtutibus («повний чеснот») і in tantum se litteris imbuit ut nulli secundus sui temporis haberetur («він так навчив себе, дізнавшись, що вважався нікчемним у його життя»). Пізніше канонізований у католицькій церкві, а також у східній та східній православній церкві. за його роботу з навернення жителів Галлейії в халкедонське християнство. Шанується 20 березня. 

## Біографія
Народився в Паннонії, в Центральній Європі, Мартін здійснив паломництво до Святої Землі, де став ченцем. Він знайшов шлях до Іспанії, вирішив оселитися в Галлеції . «Його наміри поїхати до такого віддаленого місця за стандартами його дня невідомі», — пише Роджер Коллінз. Але його прибуття в Галлецію було історично значущим, оскільки він відіграв важливу роль у наверненні свевів від їхніх теперішніх аріанських вірувань до халкедонського християнства їхнього царя Рехіара п'ятого століття. Перебуваючи там, він заснував кілька монастирів, найвідоміший з яких був у Думіумі ; близько 550 року він був висвячений на єпископа Браги, звідки й походить його прізвище.
У травні 561 року Мартін взяв участь у Першому провінційному соборі Браги як єпископ Думіо. Він головував на Другому Бразькому соборі, який відбувся в 572 році як архієпископ Браги, будучи піднесений до архієпископства між двома подіями; Лайстнер зазначає: «Його авторство десяти розділів, поданих і затверджених у 572 році, є певним, і немає жодних сумнівів, що він також уклав Акти обох Соборів».

## Праці
Мартін з Браги був плідним автором. Окрім свого внеску в роботу двох провінційних рад, він переклав латиною збірник із 109 висловів, приписуваних єгипетським абатам, тоді як за його ініціативою монах Пасхасій, якого Мартін навчав грецькою мовою, переклав іншу збірку висловів під назвою Verbum seniorum . Але для сучасних учених його найцікавішими були два трактати, які він написав в останнє десятиліття свого життя, De ira і Formula vitae honestae, оскільки вони були адаптовані з двох есе Сенеки Молодшого, які згодом були втрачені. «Трактат Мартіна є цінним свідченням того, що принаймні деякі твори Сенеки все ще були доступні на землі, де він народився в шостому столітті», — пише Лайстнер. Три інші короткі нариси з етики демонструють його чітке знайомство з роботами Джона Кассіана .
Ще один важливий твір — проповідь, написана у формі листа до його колеги-єпископа Полемія Астурського, De correctione rusticorum, в якій обговорюється проблема сільського язичництва. Відзначаючи, що цю проповідь часто розглядали як свідчення місіонерської роботи Мартіна проти сільського язичництва, Коллінз стверджує, що більш уважний огляд не підтверджує цю тезу, оскільки «немає точок дотику [у цій роботі] з тим, що відомо про корінних народів дохристиянські культи сільської Галичини». Впливи, присутні в цій роботі, обговорювалися: Лайстнер бачить свідчення проповідей галльського єпископа Цезарія Арльського, який жив покоління тому; Коллінз вважає, що він створений за зразком трактату Августина Бегемотського на ту ж тему.
Мартін також складав вірші; Григорій Турський зазначає, що він написав вірші над південним порталом церкви Святого Мартіна Турського в цьому місті.

### Моральні трактати
- Formula vitae honestae, або De differentiis quatuor virtutumvitae honestae (Правила чесного життя, або Про чотири основні чесноти) : адресована Міро, королю свевів. З огляду на його схожість з іншими творами Сенеки сучасні вчені вважають, що Мартін адаптував свою роботу з втраченого твору Сенеки[7][8]. У XII столітті через нещасний випадок було втрачено передмову, яка приписувала твір Мартіну, що змусило книжників і читачів помилково визначити трактат як справжній твір Сенеки. Таким чином, протягом наступних трьох століть Formula vitae honestae використовувалася поряд з Посланням до Сенеки Молодшого як доказ прихильності Сенеки до християнства[8][9].
- (572) Де Іра (Про гнів) : також адаптовано з твору Сенеки[10].
- Три пов'язані між собою трактати: два пороки, марнославство і гордість, взяті зі списку з восьми, викладеного Джоном Кассіаном.[8]
  - Pro repellenda jactantia (Driving Away Vanity)
  - De superbia (Про гордість)
  - Exhortatio humilitatis (Заклик до смирення)

### Собори і канони
- (561) Перший собор Браги
- (572) Другий собор Браги
- (572) Канони св. Мартіна : додається до тексту II Собору . Це збірка вісімдесяти чотирьох канонів, перекладених Мартіном з (грецьких та єгипетських) канонів Східної церкви.[11]
- (570?) De Pascha (На Великдень) : частина Канонів Святого Мартіна та Другого Собору Браги De Pascha є поясненням Мартіна щодо того, як обчислити дату Пасхи . За словами Мартіна, Великдень можна відзначати не раніше 22 березня і не пізніше 21 квітня, а дату оголосити під час Адвенту, щоб люди знали, коли починається Великий піст.[8]

### Інші праці та трактати
- De correctione rusticorum (Про реформу рустик)
- De trina mersione (Про потрійне занурення) : адресовано єпископу Боніфація, про якого мало що відомо, крім того, що він проживав у вестготській Іберії VI століття. У своєму листі Мартін засуджує аріанську практику хрещення в три імена Трійці . Мартін наполягає, що правильною практикою є потрійне занурення в єдине ім'я Трійці.[8]
- Sententiae Patrum Aegyptiorum (Висловлювання єгипетських отців) : переклад Мартіна з анонімного грецького рукопису, який він привіз із собою в Іберію.[8] Існують два переклади: один зроблений ченцем Пасхасієм, якого Мартін навчав грецькою мовою, а другий — самим Мартіном. Версія Мартіна на двадцять два розділи коротша, ніж у Пасхасія, оскільки більшість анекдотів про повсякденне життя єгипетських ченців-аскетів було вилучено, щоб зосередитися на їхніх моральних настановах.[8]
- Поезія : з історії збереглися лише три вірші Мартіна. Два з них — написи для будівель[8][12], а третя — епітафія з шести рядків про власне життя Мартіна.[8]

## De correctione rusticorum

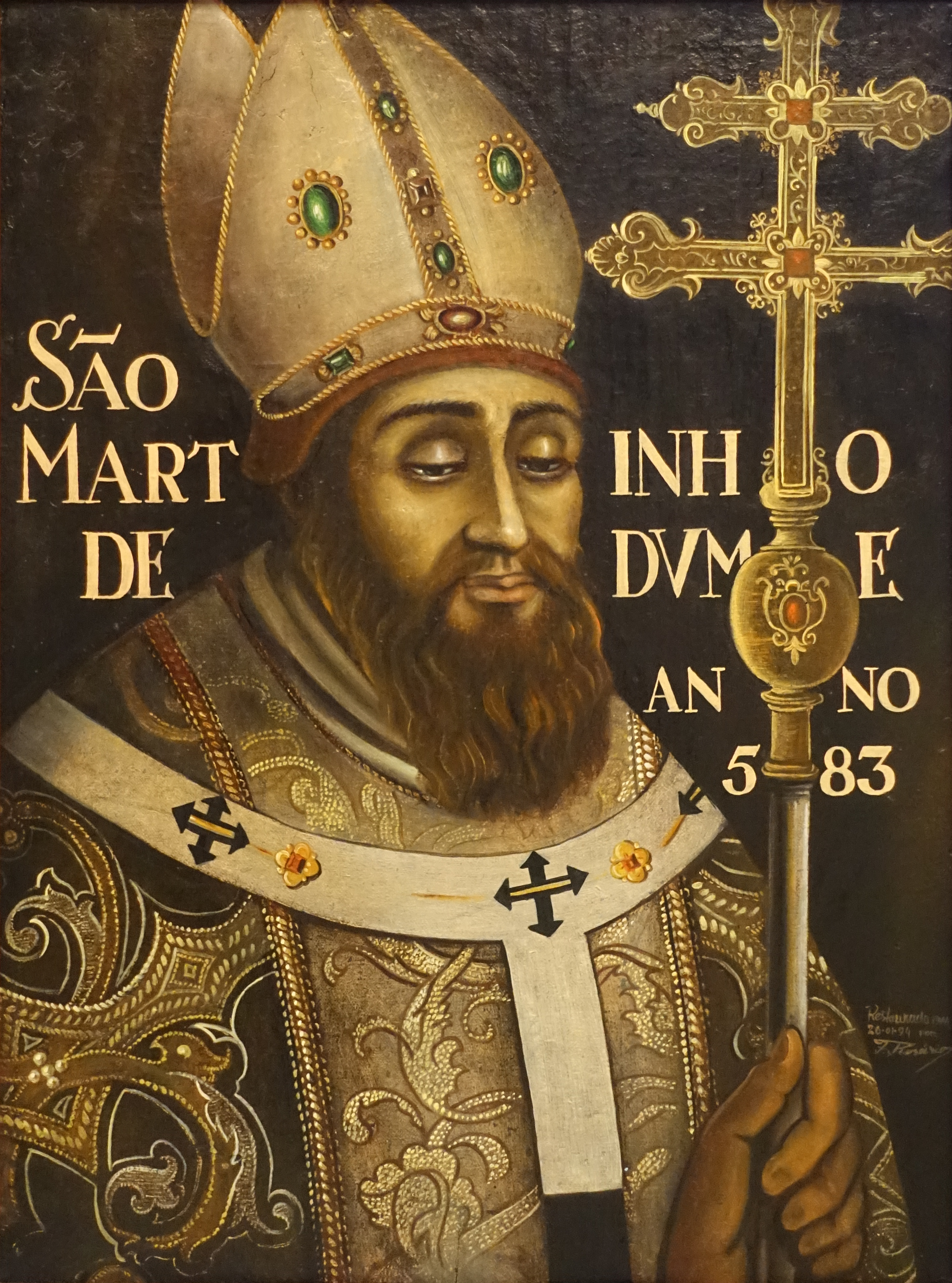
Мартін, архієпископ Браги

У 572 році Другий собор у Бразі постановив, що єпископи повинні скликати людей своєї церкви разом, щоб вони могли прийняти християнство . Після собору єпископ на ім'я Полемій з Асторги написав Мартину з Браги, просячи поради щодо навернення сільських язичників. Полемій був особливо стурбований їхнім уявним ідолопоклонством і гріхом . Відповіддю Мартіна був трактат у формі проповіді, вкладений у його лист-відповідь до Полемія.
З усіх праць Мартіна особливий інтерес для сучасних учених становить De correctione rusticorum (Про реформу рустик) . Він містить як детальний каталог іберійських язичницьких практик шостого століття, так і надзвичайно толерантний підхід Мартіна до них. Альберто Феррейро пояснює прийняття Мартіна його класичною освітою на Сході, а також впливом таких філософів, як Сенека та Платон. Сам Мартін уникав релігійного придушення, подорожуючи в Думіам, на території нинішньої Португалії. Він відплив на схід близько 550 року, в період, коли Юстиніан I намагався возз'єднати Пізню Римську імперію шляхом зміцнення віри імперії. У 529 році Юстиніан поставив Неоплатонічну академію під державний контроль, фактично означаючи кінець язичницького філософського вчення. Пізніше, у 553 році, Оріген також був підданий анафемі, фактично розгромивши Орігенізм. Кодекс Юстиніана посилював нікейське християнство над усіма іншими конкуруючими доктринами. Мартін, можливо, вирішив втекти на схід, щоб уникнути антиінтелектуальної політики Риму, що, можливо, пояснює його відносно м'який підхід до свевів у Галлеції.
Хоча навчання Мартіна як монаха було засноване на аскетичних отцях пустелі єгипетської пустелі, він послабив їхні суворі чернечі правила, щоб допомогти іберійцям адаптуватися. Навернувши свевів, він уникав запровадження католицизму, віддаючи перевагу переконанню над примусом. Він також написав свою проповідь у навмисно сільському стилі, включаючи неграматичні латинські конструкції та місцеві вульгаризми.
У своїх інструкціях Мартін заперечує проти астрологічного звичаю називати дні тижня іменами богів (планет). Через його вплив португальська та галицька (які на той час були єдиною мовою), єдині серед романських мов, прийняли назви днів від чисел і католицької літургії, а не від язичницьких божеств. Галецька мова значною мірою повернулася до колишньої номенклатури.

## Подальше читання
- Торре, Чара (ред., пер., ком.). Martini Bracarensis De ira: introduzione, testo, traduzione e commento (Рома: Herder, 2008). (Studi e testi tardoantichi, 7).